# General San Martín (La Pampa)
General San Martín o Villa Alba un pueblo ubicado en el departamento Hucal, provincia de La Pampa, Argentina. Su zona rural se extiende también sobre el departamento Caleu Caleu.
La ruta de acceso es la RN 35.

## Toponimia
Inicialmente la localidad se llamó "Villa Alba", y luego se la renombró en homenaje al General José de San Martín, Libertador y Padre de la Patria. 

## Población
Contó con 2576 habitantes, lo que representó un incremento del 1% frente a los 2548 habitantes (Indec, 2001) del censo anterior. 
El censo nacional 2022 arrojó 2899 habitantes y 1622 viviendas.

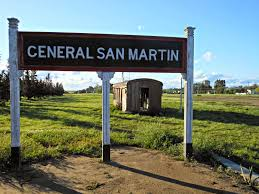
Estación de ferrocarril de General San Martín

| Gráfica de evolución demográfica de General San Martín entre 1991 y 2022 |
|                                                                          |
| Fuente: Censos nacionales del INDEC                                      |

## Fiesta Provincial de La Sal
La fiesta de la sal tuvo su inicio en 1996, declarada interés municipal al año siguiente. En el año 2003 fue declarada Fiesta Provincial y en el mismo año diputados de la nación declaran a General San Martín Capital Nacional de la sal y sede permanente de la fiesta provincial. La sal es una de las mayores riquezas de la provincia de La Pampa y en General San Martín el mineral se extrae de la laguna Colorada Grande, unos de los yacimientos más grandes del país ubicada a unos 45 km de la ciudad. La fiesta recibe colaboración de distintos sectores de la población, el evento es el distintivo que identifica a General San Martín. A lo largo y ancho del país, la fiesta es realizada en el polideportivo municipal todos los meses de febrero y cuenta con paseos de artesanos, la elección de la reina provincial de la sal, y la presentación de diversos artistas. Durante sus distintas ediciones la fiesta contó con importantes artistas nacionales tales como Abel Pintos, Sergio Denis, Tormenta, Los Caligaris, Bahiano, César "Banana" Pueyrredón, Los reyes del Cuarteto y Matías Carrica entre otros. La última elección de la reina fue en 2019, a partir de año 2020 esta fiesta decidió elegir embajadores y embajadoras de la Fiesta Provincial de la Sal.

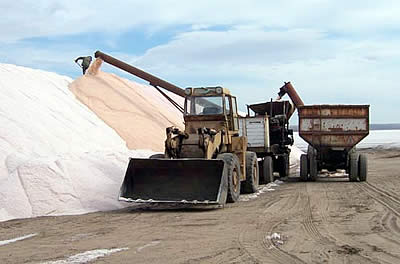
Extracción de sal en la salina Colorada Grande.

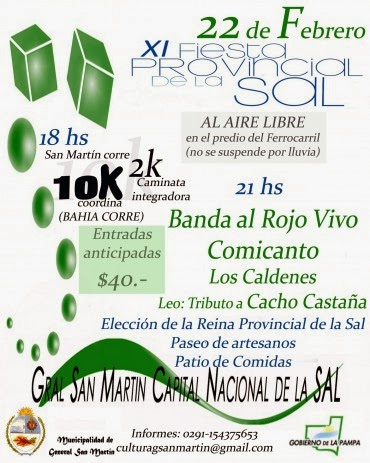
Póster publicitario de la fiesta provincial de la sal.

## Distancias
General San Martín se encuentra a unos 150 km de la ciudad de Bahía Blanca, a 180 km de la capital Santa Rosa, a 787 km de la ciudad de Buenos Aires y a 958 km de la ciudad de Córdoba.

## Transporte
San Martín cuenta con una terminal de micros y servicios de combies a las ciudades de Bahía Blanca, Santa Rosa, General Acha e intermedias.

## Educación
En la escuela n.º 16 se realizan los estudios a nivel primario y en el Instituto José Manuel Estrada los estudios secundarios y terciarios, además dispone de un jardín de infantes y centro de desarrollo infantil.

## Clima
General San Martín cuenta con un clima templado, hay una marcada diferencia entre las temperaturas de invierno que suelen ser inferiores a los -0 °C durante la noche y en verano superan altamente los 30 °C, en esta última estación es donde las precipitaciones son más abundantes.

## Escudo de General San Martín
Su escudo oval, puesto en vigencia el 29 de julio de 1967, presenta tres campos, dos superiores y uno inferior. Sobre los dos primeros, de fondo azul, el sol naciente (amarillo) representa al pueblo de Gral. San Martín, que sigue paso a paso y sin desmayos a la par de los adelantos en las actividades económicas, culturales y sociales de la comunidad pampeana, de la que es descollante parte representativa. En el campo de la izquierda, la imagen de las salinas y de una parva de sal (celeste y blanco) indican uno de los principales recursos económicos de la región. Sobre la derecha, la rueda con engranajes de color gris representa la mecanización del agro, y la espiga de trigo que la cruza (dorada), el principal cultivo de la zona. En la parte inferior, de fondo blanco el libro (rojo y verde claro, con cantos amarillos), el tintero (azul) y la pluma (marrón) con un sol de fondo, representan el despertar cultural, y los laureles, los logros alcanzados. De ambos lados, los ramos de laureles recuerdan el escudo nacional. Sobre la unión de ambos se encuentra el nombre del pueblo.

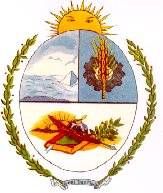
Escudo de General San Martín.

## Parroquias de la Iglesia católica en General San Martín
| Diócesis  | Santa Rosa en Argentina  |
| --------- | ------------------------ |
| Parroquia | Sagrado Corazón de Jesús |